# Raïon d'Ouvelski
Le raïon d'Ouvelski (en russe : Увельский район, Ouvielski raïon) est une subdivision administrative de l'oblast de Tcheliabinsk, en Russie. Son centre administratif est le village d'Ouvelski, une ancienne commune urbaine.

## Géographie

### Hydrologie
Le raïon municipal d'Ouvelski est situé dans l'Oural, dans le bassin versant de trois rivières : Kabanko, Souharych, Ouvelka. Le raïon compte 95 lacs aux propriétés différentes et d’innombrables plans d'eau de taille modeste. Le lac Douvankoul, l'un des plus grands, est suffisamment poissonneux pour y générer une petite pêche commerciale.

### Climat
Le climat de la région est continental, ce qui implique des amplitudes thermiques très fortes. Il y a en moyenne 137 jours sans gelées et la moyenne annuelle des précipitations est de 342 mm. Les vents dominants soufflent du sud-ouest et du nord.

## Histoire
Les premières occupations russes remontent au milieu du XVIIIe siècle. Il s'agit alors de campements militaires de Cosaques venant d'Orenbourg, sur les rives de l'Ouvelka. Les premières bâtisses sont sorties de terre en 1749. Jusque dans la première moitié du XIXe, la population était composée majoritairement de serfs.
Le raïon a été formé le 24 mai 1924 et s'est développé sur l'exploitation des gisements de minerai, puis sur la mise en route d'une fonderie.

## Économie
Un pan important de l'économie est assuré par l'agriculture céréalière, en partie transformée sur place.

## Éducation
Le système éducatif repose sur 58 établissements (13 écoles, 7 collèges, 3 lycées, 22 écoles maternelles, 3 institutions d'enseignement supérieur). Le niveau de réussite est supérieur à la moyenne.

## Administration
Le raïon d'Ouvlski est divisé en dix municipalités regroupant 41 localités.
| №  | Municipalité                     | Centre           | Nombre de villages | Population (2002) |
| -- | -------------------------------- | ---------------- | ------------------ | ----------------- |
| 1  | Municipalité de Kemieniski       | Kemieniski       | 5                  | 3440              |
| 2  | Municipalité de Kitchigino       | Kitchigino       | 4                  | 4804              |
| 3  | Municipalité de Krasnossiélskoïé | Krasnossiélskoïé | 3                  | 2121              |
| 4  | Municipalité de Mordvinovka      | Mordinovka       | 1                  | 634               |
| 5  | Municipalité de Pietrovskoïe     | Pietrovskoïe     | 7                  | 2024              |
| 6  | Municipalité de Polovinka        | Polovinka        | 5                  | 1955              |
| 7  | Municipalité de Rojdiestvienka   | Rojdiestvienka   | 4                  | 2443              |
| 8  | Municipalité de Ouvielskïi       | Ouvielskïi       | 4                  | 11293             |
| 9  | Municipalité de Khomoutinino     | Khomoutinino     | 2                  | 1668              |
| 10 | Municipalité de Khoutrka         | Khoutorka        | 6                  | 1783              |